# 蓬法尔西
蓬法尔西（法語：Pont-Farcy，法語發音：[pɔ̃ faʁsi]）是法国原卡尔瓦多斯省的一个旧市镇，原属于维尔区。2018年，蓬法尔西并入芒什省的市镇泰西博卡日并改属圣洛区。

## 地理
蓬法尔西（48°56'10"N, 1°2'10"W）面积13.45 平方千米，位于法国诺曼底大区芒什省，该省份为法国西北部沿海省份，西、北、东北三面环大西洋，东起顺时针与卡爾瓦多斯省、奧恩省、马耶讷省和伊勒-维莱讷省接壤。
与蓬法尔西接壤的市镇（或旧市镇、城区）包括：比尔莱蒙、蓬贝朗热、圣玛丽-乌特尔洛、伯夫里尼、富尔诺、古韦、吉尔贝维尔、圣维戈尔德蒙、维尔河畔泰西、泰西博卡日。
蓬法尔西的时区为UTC+01:00、UTC+02:00（夏令时）。

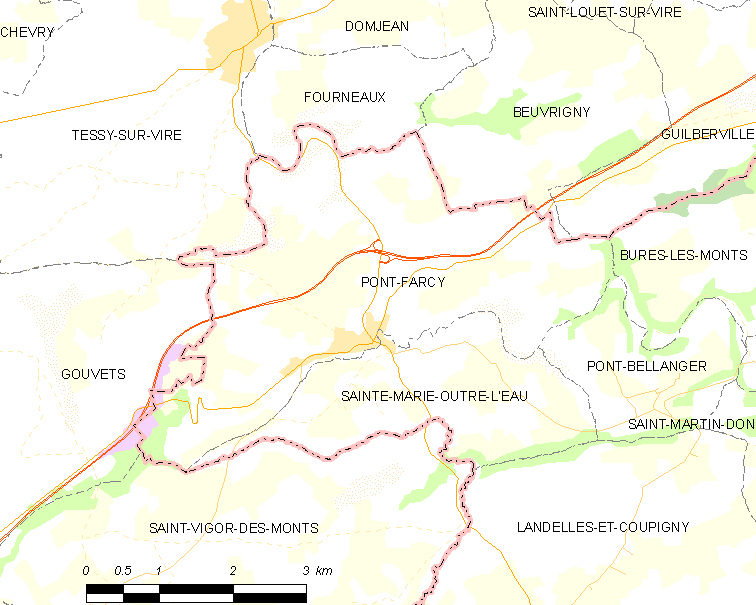
蓬法尔西的OSM定位图

## 行政
蓬法尔西的邮政编码为14380，INSEE市镇编码为50649。

## 政治
蓬法尔西所属的省级选区为维尔河畔孔代县。

## 人口

1962-2008年间蓬法尔西人口变化图示

蓬法尔西于2018年1月1日时的人口数量为544人。